# ستيفن ميلر (سياسي)
ستيفن ميلر (بالإنجليزية: Stephen Miller)‏ هو سياسي أمريكي، ولد في 7 يناير 1816 في الولايات المتحدة، وتوفي في 18 أغسطس 1881 في ورثينغتون في الولايات المتحدة. حزبياً، نشط في الحزب الجمهوري. وقد انتخب عضو مجلس نواب مينيسوتا وانتخب حاكم مينيسوتا ‏ (11 يناير 1864 – 8 يناير 1866).